# ДР2
ДР2 — дизель-поїзд ризький, друга модифікація. Був побудований в одиничному екземплярі Ризьким вагонобудівним заводом в 1966 році.

## Історія
З метою збільшення кількості місць для пасажирів, наприкінці 1966 року Ризьким вагонобудівним заводом був побудований дослідний 4-вагонний дизель-поїзд ДР2, з підвагонними розташуванням силових установок і допоміжного обладнання, що дало змогу збільшити корисну площу кожного моторного вагона на 24 місця. Склад поїзда — два головних моторних і два проміжних причіпних вагони; була передбачена експлуатація потяга з одним причіпним вагоном і тільки у складі двох моторних.
У 1971 році дизель-поїзд пройшов тягово-теплотехнічні випробування на експериментальному кільці. Оскільки при автоматичному регулюванні приводів генераторів змінного струму виникали труднощі, ці генератори були замінені дизель-генераторними установками 3Е-16л, які застосовувалися на дизель-поїздах ДР1. Після проходження випробувань рухомий склад відправили на Жовтневу залізницю, де він перевозив робітників служби колії. На початку 1980-х дизель-поїзд ДР2-01 був виключений з інвентарю.
Припинення випуску дизелів типу ТМЗ-201 Свердловським турбомоторним заводом і думка ряду фахівців про те, що дизель під час експлуатації більш зручно розташовувати в кузові вагона, послужили причиною того, що дизель-поїзд ДР2 не був запущений у серійне виробництво.

## Загальні дані
Основні параметри для дизель-поїзда серії ДР2:
- Тип передачі — гідравлічна;
- Потужність двигуна — 2×600 к.с.;
- Кількість тягових двигунів — 2;
- Тип гальм — пневматичні;
- Прискорення під час пуску — 0,3 м/с2.